# Multiverso holográfico
Multiverso de Nivel II, según la clasificación de Max Tegmark, basado en el Principio holográfico. Es uno de los tipos de multiverso propuestos por Brian R. Greene. Es el tipo de metaverso más extraño de todos. Proviene de datos experimentales que implican a la Física cuántica y la Teoría de cuerdas, y más concretamente a la Teoría M. Nuestra realidad es un reflejo de otro universo frontera, el cual es la superficie de una esfera y el nuestro lo que hay dentro. Todo lo que sucede en esa superficie, se refleja o manifiesta en el interior. Si esta superficie holográfica tiene más dimensiones (hipersuperficie), podría haber diversos modos de reflejarla en su "interior", generando diferentes universos holograma paralelos.